# ロン・セクスミス
ロン・セクスミス（Ronald Eldon "Ron" Sexsmith, 1964年1月8日 - ）は、カナダ・オンタリオ州セント・キャサリンズ出身のシンガーソングライター。
1978年、14歳のころからバンド活動を開始し、7年後の1985年には初のレコーディング音源をリリースしている。
2010年には、彼を題材にしたドキュメンタリー映画「ラブ・シャインズ」が製作された。

## 経歴

### 初期の活動
セクスミスは17歳の時分に故郷の町のバーで演奏活動を開始し、その音楽キャリアをスタートさせた。客からのさまざまなリクエストに応えることができた彼は「ワンマン・ジュークボックス」との評判を得ていたが、こうした活動を4、5年ばかり続けるうちに、彼は自作の曲、それも聴衆があまり好まないようなもっと翳のある作風を指向するようになる。1985年、第1子が誕生した時期を境に、彼は曲を自作するようになった。トロントへと引っ越して「The Uncool」なるバンドを結成し、Out Of The DuffやThere's A Wayと題した作品をリリースしていた。1989年には第2子を授かった。この間、彼は配達夫として働く一方で、音楽活動の場では俳優・ミュージシャンのボブ・ワイズマンとの親交を温めていた。
友人であるワイズマンの協力を得て、セクスミスはアルバム「グランド・オペラ・レーン」を制作、1991年にインディーズでリリースした。レコーディングにはThe Uncoolのメンバーに加え、ワイズマンの伝手でサラ・マクイクラン（ホーンアレンジメント）やキム・ラトクリフ（エレクトリックギター）といった面々も参加していた。ワイズマンはこのアルバムを手に、セクスミスを売り込もうとレコード会社を回るものの門前払いを受け続けていたが、唯一ゲフィン・レコードだけが興味を示した。このアルバムの魅力、殊に楽曲"スピーキング・ウィズ・ジ・エンジェル"が俄かに注目を集めていたことから、最終的にゲフィンとセクスミスは契約を交わすに至り、1995年には自身の名を冠したアルバム「RON SEXSMITH」をメジャーからリリースした。エルヴィス・コステロ（後にセクスミスは彼の前座を務めることになる）から絶賛を受けたこのアルバムは、リスナーからより幅広い支持を獲得することとなった。

### 成功と人気の拡大
セクスミスは1997年から2001年までの間に3枚のアルバムをリリースした後、2002年には名作と評価される「コブルストーン・ランウェイ」を発表した。次作「リトリーヴァー」はエリオット・スミスとジョニー・キャッシュに向けて捧げられた作品で、それまで以上にポップ指向を打ち出したものとなっている。2004年には、ドイツの芸術祭典「ルール・トリエンナーレ」内の「センチュリー・オブ・ソング」というコンサート（グラミー賞受賞ギタリストであるビル・フリゼールが主催したもの）に出演した。
2001年5月1日、セクスミスはBBCのテレビ番組「ジュールズ倶楽部」にR.E.M.、オービタル、インディア.アリー、クリアレイクらと共に出演し、ジュールズ・ホランドのピアノ演奏をバックに"ジャスト・マイ・ハート・トーキング"を披露した。彼がこの番組に出演するのはこれで2度目だった。セクスミスの人気は広がり続け、ラジオ上でも成功をおさめ始めていた。
2002年、セクスミスはキンクスの楽曲"ディス・イズ・ホエア・アイ・ビロング"のカバーバージョンをレコーディングした。この音源は、デーモン・アルバーン、ベベウ・ジルベルト、クイーンズ・オブ・ザ・ストーン・エイジ等が参加して製作されたレイ・デイヴィスのトリビュート・アルバム「This Is Where I Belong - The Songs of Ray Davies and the Kinks」に、タイトルトラックとして収録された。レイ・デイヴィスは後に、セクスミスのカバーについて「彼の歌声は素晴らしい」との感想を寄せている。2011年6月16日に開催された音楽イベント「メルトダウン・フェスティバル」ではセクスミスとレイ・デイヴィスが同じ舞台に立ち、キンクスの楽曲"ミスフィッツ"を共に演奏した。
同年、セクスミスはカナダのグラミー賞に相当するジュノー賞の最優秀ソングライター賞を受賞した（楽曲は"ホワットエヴァー・イット・テイクス"）、
現在、彼の最新作は2011年3月1日にリリースされた「ロング・プレイヤー・レイト・ブルーマー」。

### コラボレーション
セクスミスはこれまで、数多くのアーティストとコラボレーションを行なってきた。
- 「コブルストーン・ランウェイ」収録の"ゴールド・イン・ゼム・ヒルズ"ではコールドプレイのクリス・マーティンのボーカルをフィーチャーしている。
- 少年ナイフのアルバム「Heavy Songs」に収録されている楽曲"An Elephant Insect"では、セクスミスがボーカルをとっている。
- 2005年には、ドン・カー（セクスミスのバンドのドラマー）との共作アルバム「デスティネイション・アンノウン」を発表している。
- 同じく2005年、ノルウェーのシンガーソングライターアーネ・ブルンの楽曲"Song No. 6"にボーカルで参加している（アルバム「ア・テンポラリー・ダイブ」「デュエッツ」に収録）。
- 2006年、トロント市ヨークヴィルでレナード・コーエンと共演し、"さよならマリアンヌ"をデュエットした。

クリス・マーティン以外にも、セクスミス・ファンの著名人は数多い。例えばエルヴィス・コステロ、エルトン・ジョン、ポール・マッカートニー、スティーブ・アール、シェリル・クロウ等で、彼らの中にはセクスミスの楽曲をカバーしている者も多い。
- 楽曲"シークレット・ハート"は、ロッド・スチュアート、ファイスト、ニック・ロウがそれぞれカバーを発表している。
- ファイストとセクスミスは、"ブランディー・アレキサンダー"という楽曲を共作している。セクスミスのアルバム「イグジット・ストラテジー・オブ・ザ・ソウル」、およびファイストのアルバム「リマインダー」に収録。
- 楽曲"ホワットエヴァー・イット・テイクス"は、マイケル・ブーブレのアルバム「クレイジー・ラヴ」で取り上げられている。
- 2004年、セクスミスと親交のあるカナダのシンガーソングライターk.d.ラングは、アルバム「ヒムズ・オブ・ザ・フォーティーナインス・パラレル」の中でセクスミスの"フォールン"をカバーしている。
- D-Sisiveの2010年のアルバム「ヴォードヴィル」収録の楽曲"Liberace"でセクスミスがフィーチャーされている。
- "ハード・バーゲン"は、エミルー・ハリスの2011年の同名アルバムでタイトル曲として使用されている。
- 2012年、"ゴールド・イン・ゼム・ヒルズ"のカバーがケイティ・メルアの「シークレット・シンフォニー」に、"ライト・アバウト・ナウ"のカバーがマリ・ウィルソンの「カヴァー・ストーリーズ」に、それぞれ収録された。

### 映画
セクスミスを題材にした「ラヴ・シャインズ」というドキュメンタリー映画が製作され、2010年10月8日のバンクーバー国際映画祭で初公開された。

### 私生活
セクスミスは前妻との間に一男一女を儲けている。その前妻とは、15年に亘る結婚生活の後2001年に離婚している。
彼の現在のパートナーであるコリーン・ヒックセンバウも彼と同じくミュージシャンであり、バイ・ディヴァイン・ライト等のメンバーとして活動していた。

## 音楽スタイル
ポール・マッカートニー、エルヴィス・コステロ、レイ・デイヴィス、ジョン・ハイアットなどから影響を受けている。
初期5作のアルバムは、憂鬱さを湛えた美しいメロディーのポップ・フォークであり、演奏の中心はギターだった。6作目の「コブルストーン・ランウェイ」ではこうした要素に加え、プロデューサーのマーティン・テレフェによってシンセサイザー、バックシンガー、ゴスペルのコーラス、ストリングス等によるアレンジが行なわれた。「リトリーヴァー」は、彼の作品の中でも最もポップ指向のものであると位置づけられている。
セクスミスはインタビューで「曲には余計な手は加えないようにしたいと思っている」「自分で歌うにしろ歌わないにしろ、とにかく良い曲を作りたい」と語っている。

### 商業面での成功
1999年のTriste Magazine誌のインタビューにて、「あなたのレコードは高い評価を得ているのに、セールスの成績がそれに見合っていない」というインタビュアーの発言に対しセクスミスは次のように答えている。
| 「 | それについてはもどかしく思っている。ぼくはニック・ドレイクやティム・ハーディンみたいに、商業的な成功を得られないまま生涯を終えたくはない。ぼくにとってのヒーローたちは、みんな大ヒットや成功を手にしている。ぼくは今その成功の途上にいると思うけれど、一般大衆に認めてもらえるにはまだ足りない・・・それはぼくにはどうしようもないことなんだ。ぼくはカナダ出身で35歳で、明るく楽しい音楽を作ったりしない。だから、あまり期待はしていないよ。 | 」 |

## ディスコグラフィー

### アルバム
- 1991: Grand Opera Lane（インディーズ）
- 1995: Ron Sexsmith
- 1997: Other Songs
- 1999: Whereabouts
- 2001: Blue Boy
- 2002: Cobblestone Runway
- 2003: Rarities
- 2004: Retriever
- 2005: Destination Unknown（ドン・カーとの共作、セクスミス＆カー名義）
- 2006: Time Being
- 2008: Exit Strategy of the Soul
- 2011: Long Player Late Bloomer
- 2013: Forever Endeavour
- 2015: Carousel One
- 2017: The Last Rider

### その他の参加作品
- 1995: For the Love of Harry: Everybody Sings Nilsson - "Good Ol' Desk"
- 1999: Bleecker Street: Greenwich Village In The 60's - "Reason to Believe"
- 2002: This Is Where I Belong - The Songs of Ray Davies & The Kinks - "This Is Where I Belong"
- 2002: WYEP Live and Direct: Volume 4 - On Air Performances - "Just My Heart Talking"
- 2002: Maybe This Christmas - "Maybe This Christmas"
- 2003: Beautiful: A Tribute to Gordon Lightfoot - "Drifters"
- 2004: Beautiful Dreamer - The Songs of Stephen Foster - "Comrades Fill No Glass for Me"
- 2006: Our Power - "Love Henry" (ドン・カーと共同)
- 2008: Northern Songs: Canada's Best and Brightest - "All in Good Time"
- 2008: Redeye 2008 Holiday Sampler - "Something to Hold on To (At Christmas)"
- 2012: Textuality (film)|Textuality OST - "Since I Don't Have You"

### ザ・ケレレ・ブラザーズ
ザ・ケレレ・ブラザーズ（The Kelele Brothers）は、セクスミスのサイドプロジェクト。
- Escape from Bover County
- Has-Beens & Wives